# Штраус, Йозеф
Йозеф Штраус (нем. Josef Strauß, 20 августа 1827, Вена — 22 июля 1870, Вена) — австрийский композитор, скрипач, дирижёр и инженер. Один из трёх сыновей известного композитора Иоганна Штрауса (старшего).

## Жизнь и творчество
Йозеф родился 20 августа 1827 года в Вене. Йозеф был вторым ребёнком в семье. Всего в семье было пятеро детей. Его отец, Иоганн Штраус-старший, практически не занимался воспитанием своих детей, так как постоянно гастролировал по Европе (а затем и вовсе ушел из семьи, женившись во второй раз). Но, единственное, за чем он очень строго следил и того же требовал от своей жены Анны, это, чтобы дети не сочиняли музыку и не учились играть на скрипке. Но старший брат Иоганн, несмотря на запреты отца, тайком учился играть на скрипке и пристрастил к этому и Йозефа.
Йозеф не собирался становиться музыкантом, он учился в Венском политехническом институте. Получил специальность инженера-строителя и архитектора, сделал ряд изобретений. Но после смерти отца, на семейном совете в 1853 году было решено, что, так как брат Иоганн не может разорваться между гастролями, выступлениями в Вене и сочинительством, то Йозеф должен подменять брата и дирижировать отцовским оркестром. Он согласился неохотно, но в итоге посвятил музыке всю оставшуюся жизнь. С тех пор на афишах писали просто «Штраус» и публика не знала, кого из братьев она будет слушать.
Йозеф был тоже очень талантливым скрипачом и дирижёром. Он писал вальсы, по стилю похожие на те, что сочинял брат Иоганн. Йозеф был романтик, поэт, он любил уединение и страдал приступами меланхолии.
Когда брат Иоганн стал пропадать по полгода в России, ему пришлось очень много работать и, так как он был очень слабого здоровья, то в конце концов переутомился и его заменил третий брат Эдуард.
Когда интерес к России у Иоганна пропал, он стал туда отправлять с оркестром Йозефа. В одну из таких поездок в Россию музыканты оркестра по дороге взбунтовались и Йозефу пришлось быстро набрать новых. На репетиции в Варшаве оркестр сбился с ритма, и с Йозефом случился обморок. Он упал с эстрады в зал и получил сильнейшее сотрясение мозга. Его едва довезли до Вены, где он и умер.
Каждый год в Европе проходит  «Штраус-фестивале» посвящённый творчеству Штраусов. Испания, Италия, Австрия, Португалия, Франция, Германия — наслаждаются великолепными вальсами, польками, маршами, галопами, увертюрами и ариями из оперетт известнейшей династии композиторов и дирижёров XIX века — Штраусов.

## Труды
Написал много вальсов, среди которых:
- «Dorfschwalben aus Osterreich» («Деревенские ласточки из Австрии»)
- «Безумие»
- «Моя жизнь — это радость и любовь»
- «Акварели»
- «Полька-пиццикато»
- «Динамиды»